# Bataille de Roslin
Première guerre d'indépendance de l'Écosse
Batailles
La bataille de Roslin opposa Anglais et Écossais en février 1303, lors de la première guerre d’indépendance de l’Écosse. Les Écossais, sous la conduite de John III Comyn, en sortirent vainqueurs.

## Contexte
Après la défaite écossaise à la bataille de Falkirk en 1298, l'Écosse est occupée par les forces anglaises commandées par John Segrave. Alors qu'il est connétable du château d'Édimbourg, Segrave tombe amoureux d'une noble écossaise, Margaret Ramsey de Dalhousie. Elle était cependant promise à Henry St. Clair de Rosslyn, qui avait participé à la bataille du pont de Stirling en 1297 lors de laquelle les Écossais avaient triomphé.
Lorsque Lord St. Clair et Lady Ramsey furent fiancés fin 1302, Segrave entra dans une profonde colère. Depuis sa base de Carlisle, il demanda la permission au roi d'Angleterre Édouard Ier d'envahir l'Écosse, ce qui lui fut accordé.
En février 1303, une armée de 30 000 soldats anglais franchit la frontière pendant la nuit. Les Écossais ne furent informés de ces déplacements que lorsque les Anglais prirent Melrose. Segrave divisa son armée en trois : le premier groupe fut chargé d'attaquer le château de Borthwick, le deuxième assiégea Dalhousie où s'était réfugiée Lady Margaret et le troisième, conduit par Segrave lui-même, attaqua Rosslyn.
Les Anglais avancèrent rapidement et ce n'est que grâce au chef du réseau de paroisses du Lothian, l'ancien templier Abernethy, que les Écossais furent mobilisés. Une armée de 8 000 hommes fut rassemblée à Biggar et se dirigea vers les envahisseurs. William Wallace refusa de prendre le commandement de cette armée, découragé par son échec à Falkirk. John III Comyn (neveu du roi d'Écosse Jean Balliol) fut élu commandant en chef et Simon Fraser chef de cette armée. Le soir du 23 février, les Écossais, rassemblés à Bilston, étaient prêts au combat.

## La bataille
Abernethy, qui connaissait bien les lieux, conseilla aux Écossais d'encercler le premier groupe anglais près de la rivière le matin du 24 février. Les chevaliers anglais furent repoussés et taillés en pièces. Segrave fut capturé. La plupart des survivants qui s'enfuirent dans les bois furent massacrés mais quelques-uns parvinrent à Dalhousie et alertèrent le deuxième groupe d'armée commandé par Ralph de Confrey.
Le deuxième groupe se porta immédiatement au devant des Écossais, qui s'étaient positionnés sur une ligne défensive au sommet de Langhill. Chargeant sur la colline, les Anglais furent abattus par les archers écossais et repoussés au fond du ravin où ils furent massacrés eux aussi, Ralph de Confrey étant tué dans la mêlée.
Ce second affrontement venait juste de se terminer lorsque les Écossais apprirent l'attaque imminente du dernier groupe d'armée, ce qui précipita le meurtre des prisonniers anglais trop pauvres pour être rançonnés. Épuisés, les Écossais restèrent près de la rivière.
Après avoir gagné deux batailles en quelques heures, les soldats écossais commencèrent à douter de leur capacité de battre une troisième fois les Anglais. Abernethy galvanisa les Écossais en faisant peindre par les moines sur une toile une énorme croix d'argent sur fond bleu, ce qui incita les soldats à se ressaisir. Les forces anglaises de Richard Neville, approchant depuis Borthwick, furent mises en déroute et la bataille de Rosslyn fut gagnée.

## Conséquences
La victoire revint aux Écossais en grande partie à cause de l'erreur stratégique de Segrave qui divisa son immense armée en trois, ce qui la rendit vulnérable. La bataille n'a cependant pas de conséquences importantes sur la guerre d'indépendance.
Wallace et Fraser sont capturés par les Anglais respectivement en 1305 et 1306. Ils sont impitoyablement exécutés sur ordre d'Édouard Ier. Comyn, qui a négocié en 1304 une trêve personnelle avec Édouard, est assassiné en 1306 par Robert Bruce qui s'autoproclame roi d'Écosse et poursuit la guérilla contre les Anglais jusqu'à la victoire écossaise lors de la bataille de Bannockburn en 1314.

## Sources
- (en) Chris Brown, Scottish battlefields : 500 battlefields that shaped Scottish history, Stroud, Tempus, 2008, 308 p. (ISBN 978-0-752-43685-2)